# Długa Goślina
Długa Goślina (prononciation : [ˈdwuɡa ɡɔˈɕlina]) est un village polonais de la gmina de Murowana Goślina dans le powiat de Poznań de la voïvodie de Grande-Pologne dans le centre-ouest de la Pologne.
Il se situe à environ 8 kilomètres au nord de Murowana Goślina (siège de la gmina) et à 28 kilomètres au nord de Poznań (siège du powiat et capitale régionale).

## Histoire
De 1975 à 1998, le village faisait partie du territoire de la voïvodie de Poznań.

Depuis 1999, Długa Goślina est situé dans la voïvodie de Grande-Pologne.
Le village possède une population de 390 habitants en 2006.